# Municipalità locali del Sudafrica

Le 205 municipalità locali del Sudafrica (2016)

Le municipalità locali del Sudafrica, o municipalità di categoria B, costituiscono il terzo livello di governo locale del Paese e, dopo la riforma amministrativa approvata nel 2016, sono pari a 205. Esse ricadono sotto la giurisdizione delle municipalità distrettuali.
Non vi sono municipalità locali in nessuna delle 6 municipalità metropolitane, che hanno un diverso sistema di amministrazione.
Le municipalità locali possono comprendere più città, villaggi o fattorie; normalmente sono governate da un sindaco e da un consiglio comunale. Come le municipalità metropolitane, sono divise in distretti elettorali chiamati wards, operativi sia per le elezioni nazionali che per quelle locali.

## Lista
Provincia del Capo Occidentale
| Localizzazione | Municipalità locale                    | Distretto      | Popolazione (2011) | Superficie (km²) |
| -------------- | -------------------------------------- | -------------- | ------------------ | ---------------- |
|                | Beaufort West                          | Central Karoo  | 49 586             | 21 917           |
|                | Bergrivier                             | West Coast     | 61 897             | 4 407            |
|                | Bitou                                  | Eden           | 49 162             | 992              |
|                | Breede Valley                          | Cape Winelands | 166 825            | 3 833            |
|                | Cape Agulhas                           | Overberg       | 33 038             | 3 467            |
|                | Cederberg                              | West Coast     | 49 768             | 8 007            |
|                | Drakenstein                            | Cape Winelands | 251 262            | 1 538            |
|                | George                                 | Eden           | 193 672            | 5 191            |
|                | Hessequa                               | Eden           | 52 642             | 5 733            |
|                | Kannaland                              | Eden           | 24 767             | 4 758            |
|                | Knysna                                 | Eden           | 68 659             | 1 109            |
|                | Laingsburg                             | Central Karoo  | 8 289              | 8 784            |
|                | Langeberg (già Breede River/Winelands) | Cape Winelands | 97 724             | 4 518            |
|                | Matzikama                              | West Coast     | 67 147             | 12 981           |
|                | Mossel Bay                             | Eden           | 89 430             | 2 011            |
|                | Oudtshoorn                             | Eden           | 95 933             | 3 537            |
|                | Overstrand                             | Overberg       | 80 432             | 1 708            |
|                | Prince Albert                          | Central Karoo  | 13 136             | 8 153            |
|                | Saldanha Bay                           | West Coast     | 99 193             | 2 015            |
|                | Stellenbosch                           | Cape Winelands | 155 733            | 831              |
|                | Swartland                              | West Coast     | 113 762            | 3 707            |
|                | Swellendam                             | Overberg       | 35 916             | 3 835            |
|                | Theewaterskloof                        | Overberg       | 108 790            | 3 232            |
|                | Witzenberg                             | Cape Winelands | 115 946            | 10 753           |

Provincia del Capo Orientale
| Localizzazione | Municipalità locale    | Distretto      | Popolazione (2011) | Superficie (km²) |
| -------------- | ---------------------- | -------------- | ------------------ | ---------------- |
|                | Amahlathi              | Amatole        | 122 778            | 4 820            |
|                | Blue Crane Route       | Sarah Baartman | 36 002             | 11 068           |
|                | Elundini               | Joe Gqabi      | 138 141            | 5 065            |
|                | Emalahleni             | Chris Hani     | 119 460            | 3 447            |
|                | Engcobo                | Chris Hani     | 155 513            | 2 484            |
|                | Great Kei              | Amatole        | 38 991             | 1 736            |
|                | Ingquza Hill           | O. R. Tambo    | 278 481            | 2 477            |
|                | Intsika Yethu          | Chris Hani     | 145 372            | 2 711            |
|                | Inxuba Yethemba        | Chris Hani     | 65 560             | 11 663           |
|                | King Sabata Dalindyebo | O. R. Tambo    | 451 710            | 3 027            |
|                | Kou-Kamma              | Sarah Baartman | 40 663             | 3 593            |
|                | Kouga                  | Sarah Baartman | 98 558             | 2 670            |
|                | Makana                 | Sarah Baartman | 80 390             | 4 376            |
|                | Matatiele              | Alfred Nzo     | 203 843            | 4 352            |
|                | Mbhashe                | Amatole        | 254 909            | 3 169            |
|                | Mbizana                | Alfred Nzo     | 281 905            | 2 417            |
|                | Mhlontlo               | O. R. Tambo    | 188 226            | 2 826            |
|                | Mnquma                 | Amatole        | 252 390            | 3 270            |
|                | Ndlambe                | Sarah Baartman | 61 176             | 1 841            |
|                | Ngqushwa               | Amatole        | 72 190             | 2 241            |
|                | Ntabankulu             | Alfred Nzo     | 123 976            | 1 385            |
|                | Nyandeni               | O. R. Tambo    | 290 390            | 2 474            |
|                | Port St Johns          | O. R. Tambo    | 156 136            | 1 291            |
|                | Sakhisizwe             | Chris Hani     | 63 582             | 2 355            |
|                | Senqu                  | Joe Gqabi      | 134 150            | 7 329            |
|                | Sundays River Valley   | Sarah Baartman | 54 504             | 5 994            |
|                | Umzimvubu              | Alfred Nzo     | 191 620            | 2 577            |
|                | Dr Beyers Naudé        | Sarah Baartman |                    |                  |
|                | Walter Sisulu          | Joe Gqabi      |                    |                  |
|                | Enoch Mgijima          | Chris Hani     |                    |                  |
|                | Raymond Mhlaba         | Amatole        |                    |                  |

Provincia del Capo Settentrionale
| Localizzazione | Municipalità locale | Distretto           | Popolazione (2011) | Superficie (km²) |
| -------------- | ------------------- | ------------------- | ------------------ | ---------------- |
|                | Dikgatlong          | Frances Baard       | 46 841             | 7 315            |
|                | Emthanjeni          | Pixley ka Seme      | 42 356             | 13 472           |
|                | Ga-Segonyana        | John Taolo Gaetsewe | 93 652             | 4 492            |
|                | Gamagara            | John Taolo Gaetsewe | 41 617             | 2 619            |
|                | Hantam              | Namakwa             | 21 578             | 36 128           |
|                | Joe Morolong        | John Taolo Gaetsewe | 89 530             | 20 172           |
|                | Kai !Garib          | ZF Mgcawu           | 65 869             | 26 358           |
|                | Kamiesberg          | Namakwa             | 10 187             | 14 210           |
|                | Kareeberg           | Pixley ka Seme      | 11 673             | 17 702           |
|                | Karoo Hoogland      | Namakwa             | 12 588             | 32 274           |
|                | Kgatelopele         | ZF Mgcawu           | 18 687             | 2 478            |
|                | Khâi-Ma             | Namakwa             | 12 465             | 16 628           |
|                | !Kheis              | ZF Mgcawu           | 16 637             | 11 107           |
|                | Magareng            | Frances Baard       | 24 204             | 1 542            |
|                | Nama Khoi           | Namakwa             | 47 041             | 17 989           |
|                | Phokwane            | Frances Baard       | 63 000             | 834              |
|                | Renosterberg        | Pixley ka Seme      | 10 978             | 5 527            |
|                | Richtersveld        | Namakwa             | 11 982             | 9 608            |
|                | Siyancuma           | Pixley ka Seme      | 37 076             | 16 753           |
|                | Siyathemba          | Pixley ka Seme      | 21 591             | 14 725           |
|                | Sol Plaatje         | Frances Baard       | 248 041            | 3 145            |
|                | Thembelihle         | Pixley ka Seme      | 15 701             | 8 023            |
|                | Tsantsabane         | ZF Mgcawu           | 35 093             | 18 333           |
|                | Ubuntu              | Pixley ka Seme      | 18 601             | 20 389           |
|                | Umsobomvu           | Pixley ka Seme      | 28 376             | 6 819            |
|                | Dawid Kruiper       | ZF Mgcawu           |                    |                  |

Stato libero
| Localizzazione | Municipalità locale | Distretto          | Popolazione (2011) | Superficie (km²) |
| -------------- | ------------------- | ------------------ | ------------------ | ---------------- |
|                | Dihlabeng           | Thabo Mofutsanyane | 128 704            | 4 880            |
|                | Kopanong            | Xhariep            | 49 171             | 15 645           |
|                | Letsemeng           | Xhariep            | 38 628             | 9 829            |
|                | Mafube              | Fezile Dabi        | 57 876             | 3 971            |
|                | Maluti a Phofung    | Thabo Mofutsanyane | 335 784            | 4 338            |
|                | Mantsopa            | Thabo Mofutsanyane | 51 056             | 4 291            |
|                | Masilonyana         | Lejweleputswa      | 63 334             | 6 796            |
|                | Matjhabeng          | Lejweleputswa      | 406 461            | 5 155            |
|                | Metsimaholo         | Fezile Dabi        | 149 108            | 1 717            |
|                | Mohokare            | Xhariep            | 34 146             | 8 776            |
|                | Moqhaka             | Fezile Dabi        | 160 532            | 7 925            |
|                | Nala                | Lejweleputswa      | 81 220             | 4 129            |
|                | Ngwathe             | Fezile Dabi        | 120 520            | 7 055            |
|                | Nketoana            | Thabo Mofutsanyane | 60 324             | 5 611            |
|                | Phumelela           | Thabo Mofutsanyane | 47 772             | 8 183            |
|                | Setsoto             | Thabo Mofutsanyane | 112 597            | 5 966            |
|                | Tokologo            | Lejweleputswa      | 28 986             | 9 326            |
|                | Tswelopele          | Lejweleputswa      | 47 625             | 6 524            |

Gauteng
| Localizzazione | Municipalità locale | Distretto | Popolazione (2011) | Superficie (km²) |
| -------------- | ------------------- | --------- | ------------------ | ---------------- |
|                | Emfuleni            | Sedibeng  | 721 663            | 966              |
|                | Lesedi              | Sedibeng  | 99 520             | 1 484            |
|                | Merafong City       | West Rand | 197 520            | 1 631            |
|                | Midvaal             | Sedibeng  | 95 301             | 1 722            |
|                | Mogale City         | West Rand | 362 422            | 1 342            |
|                | Rand West City      | West Rand |                    |                  |

KwaZulu-Natal
| Localizzazione | Municipalità locale       | Distretto      | Popolazione (2011) | Superficie (km²) |
| -------------- | ------------------------- | -------------- | ------------------ | ---------------- |
|                | Abaqulusi                 | Zululand       | 211 060            | 4 185            |
|                | Dannhauser                | Amajuba        | 102 161            | 1 516            |
|                | eDumbe                    | Zululand       | 82 053             | 1 943            |
|                | Emadlangeni               | Amajuba        | 34 442             | 3 539            |
|                | Endumeni                  | Umzinyathi     | 64 862             | 1 610            |
|                | Greater Kokstad           | Harry Gwala    | 65 981             | 2 680            |
|                | Impendle                  | Umgungundlovu  | 33 105             | 1 528            |
|                | Jozini                    | Umkhanyakude   | 186 502            | 3 442            |
|                | KwaDukuza                 | iLembe         | 231 187            | 735              |
|                | Mandeni                   | iLembe         | 138 078            | 545              |
|                | Maphumulo                 | iLembe         | 96 724             | 896              |
|                | uMfolozi (già Mbonambi)   | King Cetshwayo | 122 889            | 1 210            |
|                | Mkhambathini              | Umgungundlovu  | 63 142             | 891              |
|                | Mpofana                   | Umgungundlovu  | 38 103             | 1 820            |
|                | Msinga                    | Umzinyathi     | 177 577            | 2 501            |
|                | Msunduzi                  | Umgungundlovu  | 618 536            | 634              |
|                | Mthonjaneni               | King Cetshwayo | 47 818             | 1 086            |
|                | Mtubatuba                 | Umkhanyakude   | 175 425            | 1 738            |
|                | Ndwedwe                   | iLembe         | 14 082             | 1 093            |
|                | Newcastle                 | Amajuba        | 363 236            | 1 855            |
|                | Nkandla                   | King Cetshwayo | 114 416            | 1 828            |
|                | Nongoma                   | Zululand       | 194 908            | 2 182            |
|                | Nquthu                    | Umzinyathi     | 165 307            | 1 962            |
|                | Okhahlamba                | Uthukela       | 132 068            | 3 971            |
|                | Richmond                  | Umgungundlovu  | 65 793             | 1 256            |
|                | Ubuhlebezwe               | Harry Gwala    | 101 691            | 1 604            |
|                | Ulundi                    | Zululand       | 188 317            | 3 250            |
|                | uMdoni                    | Ugu            | 78 875             | 252              |
|                | Umhlabuyalingana          | Umkhanyakude   | 156 736            | 3 964            |
|                | uMhlathuze                | King Cetshwayo | 334 459            | 793              |
|                | Umlalazi                  | King Cetshwayo | 213 601            | 2 214            |
|                | uMngeni                   | Umgungundlovu  | 92 710             | 1 567            |
|                | uMshwathi                 | Umgungundlovu  | 106 374            | 1 818            |
|                | uMuziwabantu              | Ugu            | 96 556             | 1 089            |
|                | Umvoti                    | Umzinyathi     | 103 093            | 2 516            |
|                | Umzimkhulu                | Harry Gwala    | 180 302            | 2 435            |
|                | Umzumbe                   | Ugu            | 160 975            | 1 259            |
|                | uPhongolo                 | Zululand       | 127 238            | 3 239            |
|                | Alfred Duma               | Uthukela       |                    |                  |
|                | Ray Nkonyeni              | Ugu            |                    |                  |
|                | Big Five Hlabisa          | Umkhanyakude   |                    |                  |
|                | Inkosi Langalibalele      | Uthukela       |                    |                  |
|                | Dr Nkosazana Dlamini-Zuma | Harry Gwala    |                    |                  |

Provincia del Limpopo
| Localizzazione | Municipalità locale             | Distretto  | Popolazione (2011) | Superficie (km²) |
| -------------- | ------------------------------- | ---------- | ------------------ | ---------------- |
|                | Ba-Phalaborwa                   | Mopani     | 150 637            | 7 462            |
|                | Bela Bela                       | Waterberg  | 66 500             | 3 406            |
|                | Blouberg                        | Capricorn  | 162 629            | 9 248            |
|                | Elias Motsoaledi                | Sekhukhune | 249 363            | 3 713            |
|                | Ephraim Mogale                  | Sekhukhune | 123 648            | 2 011            |
|                | Greater Giyani                  | Mopani     | 244 217            | 4 172            |
|                | Greater Letaba                  | Mopani     | 212 701            | 1 891            |
|                | Greater Tzaneen                 | Mopani     | 390 095            | 3 243            |
|                | Lepele-Nkumpi                   | Capricorn  | 230 350            | 3 463            |
|                | Lephalale                       | Waterberg  | 115 767            | 13 784           |
|                | Makado                          | Vhembe     | 516 031            | 8 300            |
|                | Makhuduthamaga                  | Sekhukhune | 274 358            | 2 097            |
|                | Maruleng                        | Mopani     | 94 857             | 3 244            |
|                | Mogalakwena                     | Waterberg  | 307 682            | 6 166            |
|                | Molemole                        | Capricorn  | 108 321            | 3 347            |
|                | Musina                          | Vhembe     | 68 359             | 7 577            |
|                | Polokwane                       | Capricorn  | 628 999            | 3 766            |
|                | Thabazimbi                      | Waterberg  | 85 234             | 11 190           |
|                | Thulamela                       | Vhembe     | 618 462            | 5 835            |
|                | Fetakgomo/Tubatse               | Sekhukhune |                    |                  |
|                | Mookgophong/Modimolle (Lim 368) | Waterberg  |                    |                  |
|                | Collins Chabane                 | Vhembe     |                    |                  |

Mpumalanga
| Localizzazione | Municipalità locale            | Distretto    | Popolazione (2011) | Superficie (km²) |
| -------------- | ------------------------------ | ------------ | ------------------ | ---------------- |
|                | Albert Luthuli                 | Gert Sibande | 186 010            | 5 559            |
|                | Bushbuckridge                  | Ehlanzeni    | 541 248            | 10 250           |
|                | Dipaleseng                     | Gert Sibande | 42 390             | 2 617            |
|                | Dr J.S. Moroka                 | Nkangala     | 249 705            | 1 416            |
|                | Emakhazeni                     | Nkangala     | 47 216             | 4 736            |
|                | Emalahleni                     | Nkangala     | 395 466            | 2 678            |
|                | Govan Mbeki                    | Gert Sibande | 294 538            | 2 955            |
|                | Lekwa                          | Gert Sibande | 115 662            | 4 585            |
|                | Mbombela                       | Ehlanzeni    | 588 794            | 5 394            |
|                | Mkhondo                        | Gert Sibande | 171 982            | 4 882            |
|                | Msukaligwa                     | Gert Sibande | 149 377            | 6 016            |
|                | Nkomazi                        | Ehlanzeni    | 390 610            | 4 787            |
|                | Pixley ka Seme                 | Gert Sibande | 83 235             | 5 227            |
|                | Steve Tshwete                  | Nkangala     | 229 831            | 3 976            |
|                | Thaba Chweu                    | Ehlanzeni    | 98 387             | 5 719            |
|                | Thembisile (o Thembisile Hani) | Nkangala     | 310 458            | 2 384            |
|                | Victor Khanye (già Delmas)     | Nkangala     | 75 452             | 1 568            |

Provincia del Nordovest
| Localizzazione | Municipalità locale      | Distretto                  | Popolazione (2011) | Superficie (km²) |
| -------------- | ------------------------ | -------------------------- | ------------------ | ---------------- |
|                | City of Motlosana        | Dr. Kenneth Kaunda         | 398 676            | 3 561            |
|                | Ditsobotla               | Ngaka Modiri Molema        | 168 902            | 6 465            |
|                | Greater Taung            | Dr. Ruth Segomotsi Mompati | 177 642            | 5 635            |
|                | Kagisano/Molopo          | Dr. Ruth Segomotsi Mompati | 105 789            | 23 827           |
|                | Kgetlengrivier           | Bojanala Platinum          | 51 049             | 3 973            |
|                | Lekwa-Teemane            | Dr. Ruth Segomotsi Mompati | 53 248             | 3 681            |
|                | Madibeng                 | Bojanala Platinum          | 477 381            | 3 839            |
|                | Mahikeng                 | Ngaka Modiri Molema        | 291 527            | 3 698            |
|                | Mamusa                   | Dr. Ruth Segomotsi Mompati | 60 355             | 3 615            |
|                | Maquassy Hills           | Dr. Kenneth Kaunda         | 77 794             | 4 643            |
|                | Moretele                 | Bojanala Platinum          | 186 947            | 1 379            |
|                | Moses Kotane             | Bojanala Platinum          | 242 554            | 5 719            |
|                | Naledi                   | Dr. Ruth Segomotsi Mompati | 66 781             | 6 941            |
|                | Ramotshere Moiloa        | Ngaka Modiri Molema        | 150 713            | 7 193            |
|                | Ratlou (già Setla-Kgobi) | Ngaka Modiri Molema        | 107 339            | 4 884            |
|                | Rustenburg               | Bojanala Platinum          | 549 575            | 3 423            |
|                | Tswaing                  | Ngaka Modiri Molema        | 124 218            | 5 966            |
|                | Tlokwe/Ventersdorp       | Dr. Kenneth Kaunda         |                    |                  |

## Omonimie
- Naledi: Nordovest e Stato libero (soppressa).
- Emalahleni: Capo Orientale e Mpumalanga.

## Modifiche territoriali
Nel 2011 sono state apportate le seguenti modifiche territoriali:
- le municipalità locali di Kagisano e di Molopo sono state soppresse e accorpate nella municipalità locale di Kagisano/Molopo, di nuova istituzione;
- le municipalità locali di Kungwini e di Nokeng tsa Taemane sono state unite alla municipalità metropolitana di Tshwane;
- la municipalità locale di Mangaung è stata soppressa e accorpata alla municipalità distrettuale di Motheo per costituire la municipalità metropolitana di Mangaung.

Nel 2016 il numero delle municipalità locali è passato da 226 a 205. Le municipalità soppresse e accorpate in municipalità di nuova istituzione sono state le seguenti:
- Baviaans, Camdeboo e Ikwezi: municipalità locale di Dr Beyers Naudé;
- Gariep e Maletswai: municipalità locale di Walter Sisulu;
- Inkwanca, Lukhanji e Tsolwana: municipalità locale di Enoch Mgijima;
- Nkonkobe e Nxuba: municipalità locale di Raymond Mhlaba;
- Khara Hais e Mier: municipalità locale di Dawid Kruiper;
- Randfontein e Westonaria: municipalità locale di Rand West City;
- Emnambithi/Ladysmith e Indaka: municipalità locale di Alfred Duma;
- Ezinqoleni e Hibiscus Coast:  municipalità locale di Ray Nkonyeni;
- Hlabisa e Big Five False Bay: municipalità locale di Big Five Hlabisa;
- Imbabazane e Umtshezi: municipalità locale di Inkosi Langalibalele;
- Ingwe e Kwa-Sani: municipalità locale di Dr Nkosazana Dlamini-Zuma;
- Fetakgomo e Greater Tubatse: municipalità locale di Fetakgomo/Tubatse;
- Modimolle e Mookgopong: municipalità locale di Mookgopong/Modimolle;
- Tlokwe, Ventersdorp: municipalità locale di Tlokwe/Ventersdorp;
- Municipalità locale di Mbombela e Umjindi: Mbombela (Mbombela/Umjindi).

Altre municipalità, invece, sono state soppresse e suddivise tra municipalità già esistenti:
- Naledi (Stato libero): accorpata alla municipalità metropolitana di Mangaung;
- Mutale: accorpata alla municipalità locale di Musina;
- Ntambanana: scorporata tra Mthonjaneni, uMhlathuze e Umlalazi;
- Vulamehlo: scorporata tra Ethekwini (metropolitana) e uMdoni;
- Aganang: scorporata tra Blouberg, Molemole e Polokwane.

È stata infine costituita la municipalità locale di Collins Chabane, a seguito dell'accorpamento di parte di Makado e di parte di Thulamela (entrambe rimaste).